# Império do Divino Espírito Santo da Ribeira do Meio

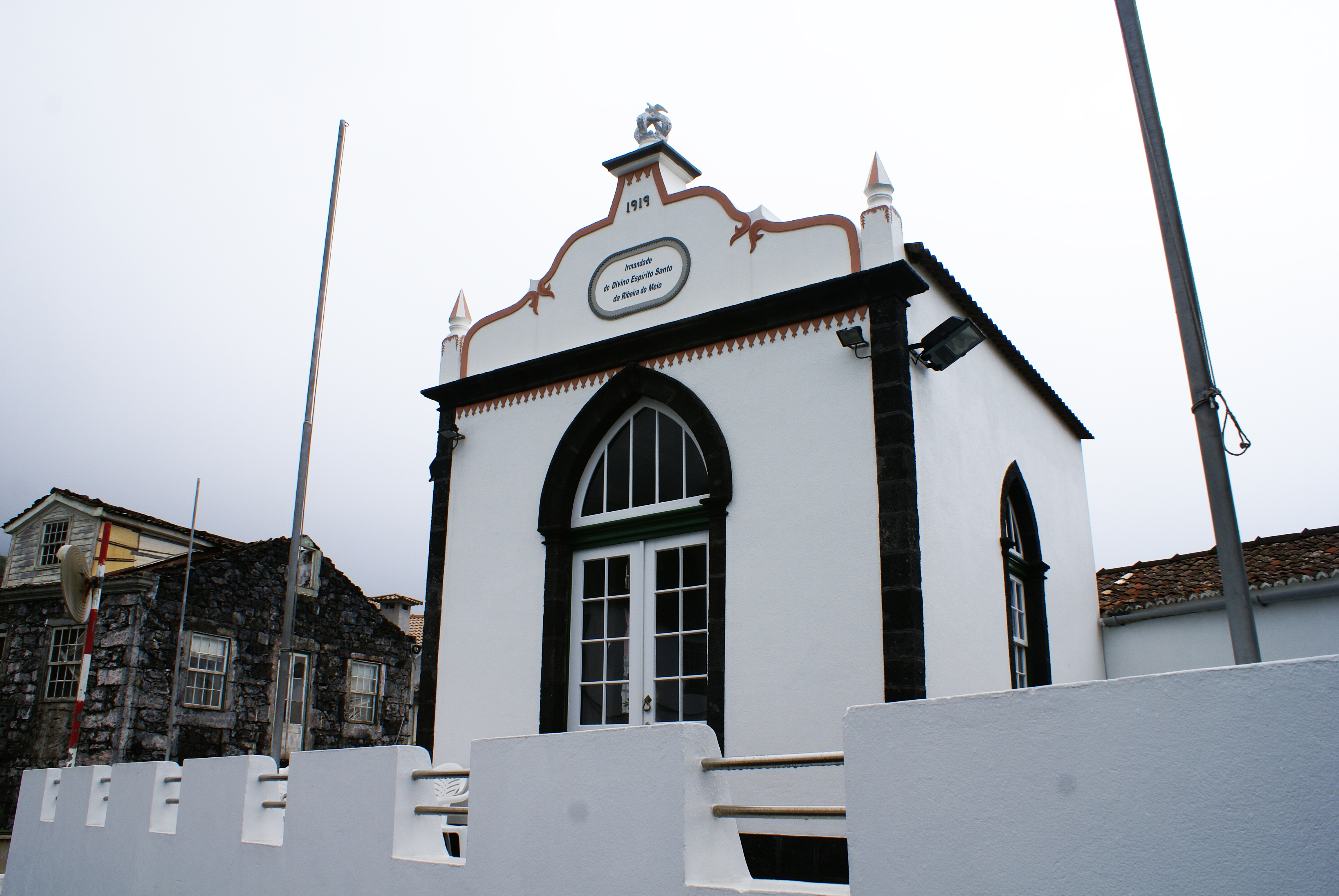
Império do Espírito Santo da Ribeira do Meio.

O Império do Divino Espírito Santo da Ribeira do Meio é um Império do Espírito Santo português que se localiza no lugar da Ribeira do Meio, concelho das Lajes do Pico, ilha do Pico, arquipélago dos Açores.
Este império do Divino foi construído no século XX, mais precisamente em 1919, data que ostenta na fachada.